# Zrození Venuše (Cabanel)
Zrození Venuše (francouzsky Naissance de Venus) je obraz francouzského výtvarníka jménem Alexandre Cabanel (1823–1889). Byl namalován roku 1863 a nyní je v Musée d'Orsay v Paříži. Existuje ještě druhá o něco málo menší verze z roku 1875, která se nachází v Metropolitním muzeu umění v New Yorku.
Obraz zaznamenal v roce 1863 velký úspěch na výstavě Pařížský salon a byl ihned zakoupen Napoleonem III., který jej umístil do svých soukromých sbírek. V témže roce se Cabanel stal profesorem na škole École nationale supérieure des beaux-arts.
Cabanelova erotická představivost zahalená historicismem apelovala na slušnost vyšších vrstev společnosti. Umělecký historik a kurátor Robert Rosenblum napsal o Cabanelově Zrození Venuše: „Tato Venuše se pohybuje někde mezi antickým božstvem a modernímy sny,“ popisuje, „dvojsmyslnost jejích očí, které se zdají být zavřené, ale při bližším pohledu se ukáže, že je vzhůru … Nahá žena, která může být spící nebo vzhůru, je obzvláště přitažlivá pro mužského pozorovatele.“